# Резолуција Савета безбедности УН 1999
Резолуција Савета безбедности ОУН 1999 усвојена је без гласања 13. јула 2011. године. Њоме је прихваћен захтев Јужног Судана да буде примљен у пуноправно чланство УН-а. Усвајањем резолуције 1999 званично је и постао 193. чланица Уједињених нација.